# Мустафино (Аургазинський район)
Муста́фино (рос. Мустафино, башк. Мостафа) — присілок у складі Аургазинського району Башкортостану, Росія. Входить до складу Батирівської сільської ради.
Населення — 432 особи (2010; 503 в 2002).
Національний склад:
- татари — 64%
- башкири — 34%